# Cecil Edward Bingham
Hon. Sir Cecil Edward Bingham, GCVO, KCMG, CB (* 7. Dezember 1861; † 31. Mai 1934) war ein britischer Offizier der British Army, der zuletzt als Generalmajor zwischen 1917 und 1919 Kommandeur der 67. Division (67th (2nd Home Counties) Division) war.

## Leben

### Familiäre Herkunft, Offiziersausbildung und Beginn der Offizierslaufbahn
Cecil Edward Bingham war das zweitälteste Kind und zweitältester Sohn von Charles George Bingham, 4. Earl of Lucan (1830–1914) und dessen Ehefrau Lady Cecilia Catherine Gordon-Lennox (1838–1910), einer Tochter von Charles Gordon-Lennox, 5. Duke of Richmond (1791–1860). Zu seinen sechs Geschwistern gehört sein älterer Bruder George Charles Bingham, 5. Earl of Lucan (1860–1949). Sein jüngerer Bruder Sir Francis Richard Bingham (1863–1935) war ebenfalls Generalmajor und zwischen 1924 und 1929 Lieutenant Governor von Jersey. Seine einzige Schwester Lady Rosalind Cecilia Caroline Bingham (1869–1958) war mit James Hamilton, 3. Duke of Abercorn (1869–1953) verheiratet, der von 1922 bis 1945 erster Gouverneur von Nordirland war.
Nach einer Offiziersausbildung wurde Bingham am 3. März 1880 als Leutnant (Second Lieutenant) im 2nd Middlesex, or Edmonton Royal Rifle Regiment, dem späteren 7. Bataillons des King’s Royal Rifle Corps, und wechselte am 9. September 1882 zum Kavallerieregiment 3rd The King’s Own Hussars und wurde dort zum Oberleutnant (Lieutenant) befördert. Nachdem er zuletzt Adjutant dieses Regiments war, wurde er am 27. Oktober 1886 zum 2nd Regiment of Life Guards versetzt. Am 2. Mai 1888 übernahm er den Posten als Adjutant des 2nd Regiment of Life Guards und wurde in dieser Funktion am 26. Oktober 1892 zum Hauptmann (Captain) befördert. Am 25. August 1897 wurde ihm der Orden des Sterns von Äthiopien Dritter Klasse verliehen.

### Zweiter Burenkrieg und Zeit bis zum Ersten Weltkrieg
Cecil Edward Bingham wurde am 6. Dezember 1898 zum Major befördert und wechselte zum 1st Regiment of Life Guards und nahm in der Folgezeit am Zweiten Burenkrieg (1899 bis 1902) teil. In dieser Zeit wurde er am 9. Oktober 1899 zunächst in den Stab der Truppen in Südafrika versetzt und fungierte zunächst als Aide-de-camp von Oberst John Palmer Brabazon, dem Kommandeur der 2. Kavalleriebrigade (Second Cavalry Brigade) des I. Heereskorps (First Army Corps). Im weiteren Kriegsverlauf wurde er am 8. Februar 1900 Aide-de-camp von Generalmajor John Denton Pinkstone French, dem Kommandeur der Kavalleriedivision in Südafrika und erhielt als solcher am 29. November 1900 seine Ernennung in den lokalen Rang eines Oberstleutnants (Local Lieutenant Colonel). Für seine Verdienste im Zweiten Burenkrieg wurde er am 31. März 1900 im Kriegsbericht erwähnt (Mentioned in dispatches) und übernahm zuletzt am 1. Mai 1900 den Posten als stellvertretender Assistierender Generaladjutant (Deputy-Assistant Adjutant-General) der britischen Truppen in Südafrika.
1903 begleitete Bingham als Oberadjutant (Senior Aide-de-camp) Arthur, 1. Duke of Connaught and Strathearn bei dessen Reise durch Britisch-Indien. Nachdem er in der Folgezeit den Brevet-Rang eines Oberst (Brevet Colonel) innegehabt hatte, wurde er am 6. Dezember 1906 zum Oberstleutnant (Lieutenant-Colonel) befördert. Er wurde als Oberst (Colonel) Kommandeur des 1st Regiment of Life Guards und für seine Verdienste am 25. Juni 1909 Commander des Royal Victorian Order (CVO) ernannt. Im November 1910 wurde er als Nachfolger von Brigadegeneral Hew Dalrymple Fanshawe Kommandeur der zum Ostkommando (Eastern Command) gehörenden 2. Kavalleriebrigade (2nd Cavalry Brigade) und verblieb auf diesem Posten bis zu seiner Ablösung durch Brigadegeneral Henry de Beauvoir De Lisle im Oktober 1911. Zugleich wurde ihm am 11. November 1910 als Brigadegeneral der vorübergehende Dienstgrad eines Brigadegenerals (Temporary Brigadier-General) verliehen.

### Erster Weltkrieg
Am 11. Mai 1911 übernahm Cecil Edward Bingham von Brigadegeneral Francis S. Garratt den Posten als Kommandeur der ebenfalls zum Ostkommando gehörenden 4. Kavalleriebrigade (4th Cavalry Brigade) und wurde in dieser Funktion am 30. Mai 1915 von Brigadegeneral Thomas Tait Pitman abgelöst. Er wurde für seine Verdienste am 22. Juni 1914 auch zum Companion des CB ernannt. Bei Beginn der Mobilmachung zum Ersten Weltkrieg am 25. August 1914 wurde er als Brigadekommandeur (Brigade Commander) bestätigt und am 18. Februar 1915 zum Generalmajor (Major-General) befördert
Am 27. Mai 1916 übernahm Generalmajor Bingham von Generalmajor Henry de Beauvoir De Lisle den Posten als Kommandeur der 1. Kavalleriedivision (1st Cavalry Division) und bekleidete diesen bis zum 27. Oktober 1916, woraufhin Generalmajor Richard Lucas Mullens seine Nachfolge übernahm. Für seine dortigen Verdienste innerhalb der Britischen Expeditionsstreitkräfte BEF (British Expeditionary Force) in Frankreich wurde er am 15. Juni 1915 erneut im Kriegsbericht erwähnt. Im weitere Kriegsverlauf löste er am 23. Oktober 1915 Generalleutnant Hew Dalrymple Fanshawe als Kommandierender General des Kavalleriekorps (Cavalry Corps) ab und übte diese Funktion bis zum 12. März 1916 aus, ehe am 4. September 1916 Generalleutnant Charles Kavanagh neuer Kommandierender General des Kavalleriekorps wurde. Generalmajor Bingham selbst wurde im März 1916 Kommandeur des Reservezentrums in Ripon und verblieb in dieser Funktion bis zu seiner Ablösung durch Generalmajor C. R. Simpson am 1. November 1916. Er wurde für seine Verdienste in Frankreich am 9. November 1916 auch Kommandeur der Ehrenlegion.
Daraufhin wurde Generalmajor Cecil Edward Bingham am 2. November 1916 Kommandeur der zur Territorialarmee (Territorial Force) gehörenden 73. Division (73rd Division) in Essex und Hertfordshire und hatte diesen Posten bis zu seiner Ablösung durch Generalmajor James Young am 4. April 1917 inne. Er selbst wiederum übernahm von Generalmajor James Young im Tausch am 4. April 1917 den Posten als Kommandeur der 67. Division (67th (2nd Home Counties) Division), den er bis zur Auflösung der Division am 17. März 1919 ausübte. Für seine Verdienste wurde er am 1. Januar 1918 zum Knight Commander des Order of St Michael and St George (KCMG) geschlagen, so dass er fortan den Namenszusatz „Sir“ führte. Des Weiteren wurde er für seine Verdienste im Ersten Weltkrieg bis zum 31. Dezember 1917 am 12. Februar 1918 erneut im Kriegsbericht erwähnt.

### Ruhestand, Ehe und Nachkommen
Nach Kriegsende war Generalmajor Bingham, der auch das zeremonielle Ehrenamt des Gold Stick in Waiting bekleidete, als Nachfolger von Generalleutnant Douglas Cochrane, 12. Earl of Dundonald von 1919 bis zur Auflösung 1922 Regimentsoberst (Regimental Colonel) des 2nd Regiment of Life Guards. Am 3. März 1920 trat er in den Ruhestand. Für seine langjährigen Verdienste wurde er am 4. Juni 1928 zum Knight Grand Cross des Royal Victorian Order (GCVO) erhoben. Am 7. Dezember 1928 erreichte er schließlich die Altersgrenze von 67 Jahren, wonach er nicht erneut in aktiven Militärdienst zurückberufen werden konnte, und schied damit aus der Reserve aus.
Cecil Edward Bingham war zwei Mal verheiratet. In erster Ehe heiratete er am 28. Juni 1884 Rose Ellinor Guthrie, Tochter von James Alexander Guthrie, 4. Baron of Craigie (1823–1873) und Ellinor Stirling. Aus dieser Ehe gingen zwei Söhne und eine Tochter hervor. Der älteste Sohn Ralph Charles Bingham (1885–1977) diente als Oberstleutnant im 4th City of London Regiment der Territorialarmee und war von 1925 bis 1937 Sekretär des Most Venerable Order of the Hospital of Saint John of Jerusalem. Der jüngere Sohn David Cecil Bingham (1887–1914) diente als Oberleutnant im Garderegiment Coldstream Guards und fiel im Kampfeinsatz in Frankreich. Die einzige Tochter Cecilia Mary Lavinia Bingham (1893–1920) war mit dem späteren Generalmajor Frederick Beaumont-Nesbitt (1893–1971) verheiratet, der zu Beginn des Zweiten Weltkrieges von 1939 bis 1940 Leiter des Directorate of Military Intelligence war. Nach dem Tode seiner ersten Ehefrau Rose Ellinor Guthrie am 18. September 1908, heiratete er am 3. Februar 1911 in zweiter Ehe Alys Elizabeth Carr († 1953), Tochter von Oberst Henry Montgomery Carr. Er starb am 31. Mai 1934.